# Freya Ridings (album)
Freya Ridings è il primo album in studio della cantante britannica Freya Ridings, pubblicato il 19 luglio 2019.

## Tracce
1. Poison – 4:05 (Freya Ridings)
2. Lost Without You – 3:45 (Freya Ridings)
3. Castles – 3:31 (Freya Ridings, Dan Nigro)
4. You Mean the World to Me – 3:12 (Freya Ridings, Kieron McIntosh)
5. Love Is Fire – 3:31 (Freya Ridings, Michael Busbee)
6. Holy Water – 3:43 (Freya Ridings, Matthew Morris, Alexander Evert, Alexander Tirheimer)
7. Blackout – 2:54 (Freya Ridings, Ollie Green)
8. Ultraviolet – 3:35 (Freya Ridings, Luke Fitton)
9. Still Have You – 3:53 (Freya Ridings, Bonnie McKee, Chris Braide)
10. Unconditional – 3:17 (Freya Ridings)
11. Elephant – 3:14 (Freya Ridings, Luke Fitton)
12. Wishbone – 3:12 (Freya Ridings, Jonathan Wright)

## Classifiche
| Classifica (2019) | Posizione massima |
| ----------------- | ----------------- |
| Austria           | 33                |
| Germania          | 27                |
| Irlanda           | 18                |
| Regno Unito       | 3                 |
| Svizzera          | 19                |